# Агерик (архиепископ Амбрёна)
Аге́рик (фр. Agéric; умер около 845) — архиепископ Амбрёна (825/826 — около 845), первый после Вильшена глава Амбрёнской архиепархии, упоминавшийся в современных ему исторических источниках.

## Биография
Согласно средневековым диптихам, Агерик взошёл на кафедру Амбрёна в 825 или в 826 году, став здесь преемником умершего архиепископа Бернара I.
В декабре 828 года император Людовик I Благочестивый издал капитулярий, в котором приказывал иерархам Франкского государства провести в следующем году в Париже, Майнце, Лионе и Тулузе четыре церковных собора. Среди лиц, ответственных за организацию Лионского собора, был назван и Агерик. В 829 году этот собор состоялся. На нём присутствовали архиепископ Лиона Агобард, архиепископ Вьенна Бернар, архиепископ Тарантеза Андрей, архиепископ Экс-ан-Прованса Бенедикт, архиепископ Амбрёна Агерик и их епископы-суффраганты. Акты этого собора не сохранились, но предполагается, что на нём был обсуждён тот же круг вопросов, что и на Парижском соборе: проблемы соблюдения церковной дисциплины, образования и взаимоотношения духовенства и светской власти Франкской империи. От имени участников собора Людовику Благочестивому было направлено послание, в котором была изложена жалоба на действия императорских чиновников, оказывавших покровительство евреям в ущерб интересов христиан.
Так как средневековые списки епископов Амбрёна IX века имеют большие лакуны, точная дата смерти Агерика неизвестна. Предполагается, что он скончался около 845 года и его преемником на кафедре был Арибер I.